# Aloe leedalii
Aloe leedalii ist eine Pflanzenart der Gattung der Aloen in der Unterfamilie der Affodillgewächse (Asphodeloideae). Das Artepitheton leedalii ehrt den britischen Geologen und Priester G. Philip Leedal (1927–1962).

## Beschreibung

### Vegetative Merkmale
Aloe leedalii wächst stammlos, ist sprossend und bildet dichte Gruppen. Die linealischen Laubblätter bilden Rosetten. Die grüne Blattspreite ist bis zu 30 Zentimeter lang und etwa 1 Zentimeter breit. Die weißen, knorpeligen Zähne am Blattrand sind winzig und stehen dicht gedrängt beisammen.

### Blütenstände und Blüten
Der einfache Blütenstand erreicht eine Länge von bis zu 30 Zentimeter. Die mehr oder weniger dichten zylindrischen Trauben sind 5 bis 8 Zentimeter lang. Die eiförmig-spitzen, orangebraunen Brakteen weisen eine Länge von 15 bis 20 Millimeter auf und sind 5 bis 7 Millimeter breit. Die leuchtend orangefarbenen, grün gespitzten Blüten stehen an etwa 25 Millimeter langen Blütenstielen. Sie sind 25 bis 30 Millimeter lang und an ihrer Basis verkehrt konisch. Auf Höhe des Fruchtknotens weisen die Blüten einen Durchmesser von 5 bis 6 Millimeter auf, darüber sind sie leicht verengt und zur Mündung hin leicht erweitert. Ihre Perigonblätter sind fast nicht miteinander verwachsen. Die Staubblätter und der Griffel ragen kaum aus der Blüte heraus.

## Systematik, Verbreitung und Gefährdung
Aloe leedalii ist Tansania in den Kipengere-Bergen und dem Ishinga-Steilhang zwischen Felsen in Ritzen und auf Felsbändern in Höhen von 2130 bis 2950 Metern verbreitet.
Die Erstbeschreibung durch Susan Carter wurde 1994 veröffentlicht.
Aloe kilifiensis wird in der Roten Liste gefährdeter Arten der IUCN als „Endangered (EN)“, d. h. stark gefährdet eingestuft.

## Nachweise